# Hebballi, Hosadurga
Hebballi là một làng thuộc tehsil Hosadurga, huyện Chitradurga, bang Karnataka, Ấn Độ.